# Angélique Boudeville
Angélique Boudeville, née en Picardie, est une soprano française. 

## Biographie
Clarinettiste de formation, diplômée d’une Maîtrise de Musicologie, Angélique Boudeville commence des études d’art lyrique et part se perfectionner au Conservatoire Supérieur de Florence auprès de Leonardo De Lisi. 
Elle intègre l’Opéra Studio suisse bernois et y obtient un Master, puis l’Académie de l’Opéra National de Paris. Elle se perfectionne auprès de Mélanie Jackson à Paris.
En 2019, elle est élue « Chanteuse de l'année » à l'Opéra de Paris par L'A.R.O.P.

## Prix
- prix du Jeune talent au Concours « Les Symphonies d’Automne » à Mâcon

- 2018 : deuxième prix, prix du public et prix des opéras suisses au concours Voix Nouvelles[1]

- 2019 : prix de l'Association pour le rayonnement de l'Opéra national de Paris[2]

## Rôles
Elle interprète les rôles de, :
- Leïla dans les Pêcheurs de perles de Bizet  à l'Opéra de Bienne TOBS (Suisse) et à la Philharmonie de Paris ;
- Micaëla dans La Tragédie de Carmen de Marius Constant, au Théâtre de Bienne-Soleure ;
- Micaëla dans Carmen de Bizet au Festival de Scaffhausen ;
- Micaëla dans Carmen de Bizet à la Tonhalle de Zürich;
- die Sängerin de Reigen de Philippe Boesmans à l’Amphithéâtre Opéra Bastille ;
- Rosalinda dans Die Fledermaus de Johann Strauss II à la MC93 de Bobigny, Amiens et Grenoble ;
- Fiordiligi dans Cosi fan Tutte de Wolfgang Amadeus Mozart au Grand Théâtre de Tours ;
- Mimi dans La Bohème de Puccini à l' Opéra municipal de Marseille;
- Mathilde dans Guillaume Tell de Gioachino Rossini à l’Opéra municipal de Marseille et à l'Opéra de Berne;
- Brunhilda dans Frédégonde à l' Opéra de Tours ;
- Rachel dans La Juive de Fromental Halévy à Opernhaus Kiel et à l'Opéra de Hanovre;
- Leonore dans Fidelio de Ludwig van Beethoven à l'Opéra de Nice ;
- Leonora dans Il Trovatore de Giuseppe Verdi à l'Opéra de Saint-Étienne ;